# Vĩnh Hòa, Vĩnh Lộc
Vĩnh Hòa là một xã thuộc huyện Vĩnh Lộc, tỉnh Thanh Hóa, Việt Nam.

## Diện tích và dân số
Xã Vĩnh Hòa có diện tích 14,99 km², dân số năm 1999 là 6717 người, mật độ dân số đạt 448 người/km².

## Hành chính
Xã Vĩnh Hòa gồm có 11 thôn, làng:

Quang Biểu 1

Quang Biểu 2

Nghĩa Kỹ 1

Nghĩa kỳ 2

Giang Đông

Pháp Ngỡ

Bỗng Phồn

Hữu Chấp

Lợi Chấp 1

Lợi Chấp 2

Nhật Quang

## Đặc sản
Nem chua nướng, bánh răng bừa, bánh mật...

## Di tích và thắng cảnh
Chùa Vĩnh Nghiêm (làng Quang Biểu 1), Đền Trịnh Khả (thôn Giang Đông), Sông Mã, sông Bưởi...